# الكهف (فلم 2005)
الكهف (بالإنجليزية: The Cave) هو فيلم رعب تم إنتاجه في الولايات المتحدة، وصدر سنة 2005، بطولة كول هوسر وموريس تشيسنت وإدي سيبريان.

## القصة
مخلوقات متعطشة للدماء تنتظر مجموعة أشخاص علقوا داخل كهف.

## الميزانية والإيرادات
كلف الفيلم 30 مليون دولار أمريكي وحقق 33 مليون دولار.

## وصلات خارجية
مقالات تستعمل روابط فنية بلا صلة مع ويكي بيانات